# Friedrich von Schomberg
Friedrich Hermann von Schomberg, I duca di Schomberg, I conte di Mértola, KG PC (in francese:  Frédéric-Armand; in portoghese:Armando Frederico; Heidelberg, 1615 – Drogheda, 11 luglio 1690), fu un maresciallo di Francia e un generale nell'esercito inglese e portoghese. Fu uno dei protagonisti della guerra della Grande Alleanza dove morì nella battaglia del Boyne.

## Biografia
Friedrich von Schomberg proveniva da una antica e nobile famiglia renana, gli Schönburg auf Wesel. Nacque ad Heidelberg, come figlio del Graf Hans Meinhard von Schönberg (1582–1616) ufficiale di campo del Palatinato elettorale e del Brandeburgo elettorale, e dell'inglese Anne († 1615), figlia del 5º barone Dudley e di Theodosia Harington. Orfano di entrambi i genitori pochi mesi dopo la nascita, fu allevato ed educato da vari amici di famiglia, tra cui vi fu anche Federico V, elettore palatino, al cui servizio era stato suo padre. Come nobile calvinista, studiò all'accademia di Sedan e all'università di Leida, e nel 1633 cominciò la sua carriera militare sotto Federico Enrico, principe d'Orange, e passò nel 1634 al servizio della Svezia, entrando in quello della Francia nel 1635. La sua famiglia, e la casata affine degli Schönberg sassoni, avevano già raggiunto l'eminenza in Francia con Henri de Schomberg e Charles de Schomberg, entrambi marescialli di Francia.
Dopo un certo periodo si ritirò nella sua proprietà a Geisenheim sul Reno, ma nel 1639 rientrò nell'esercito degli stati olandese, nel quale, apparentemente, a parte alcuni intervalli a Geisenheim, rimase fino al 1650. In seguito entrò nuovamente nell'esercito francese come ufficiale generale (maréchal de camp), prestando servizio sotto il comando di Turenne nelle campagne contro Condé, e diventò luogotenente generale nel 1665, ricevendo questa rapida promozione forse in parte a causa della sua relazione con Charles de Schomberg, duc d'Halluin.
Dopo la pace dei Pirenei (1659), l'indipendenza del Portogallo fu minacciata dalla Spagna e Schomberg fu inviato come consigliere militare a Lisbona con l'approvazione segreta di Carlo II d'Inghilterra. Luigi XIV di Francia, per non violare il trattato appena concluso con la Spagna, privò Schomberg dei suoi uffici francesi. Schomberg quindi assunse il comando della brigada inglese che consisteva di tre reggimenti in totale 3.000 uomini. Molti di questi erano ex truppe realiste e dell'esercito di Nuovo Modello della guerra civile inglese. Dopo molte difficoltà nelle tre prime campagne derivanti dall'opposizione degli ufficiali portoghesi, il comandante portoghese António Luís de Meneses, insieme a Schomberg ottenne la vittoria di Montes Claros il 17 giugno 1665 sugli spagnoli comandati da Luis de Benavides Carrillo, marchese di Caracena.
Dopo aver partecipato con il suo esercito alla rivoluzione che depose il re regnante Alfonso VI del Portogallo in favore di suo fratello Dom Pedro, e terminata la guerra con la Spagna, Schomberg tornò in Francia, e diventò cittadino naturalizzato francese e acquistò la signoria di Coubert vicino a Parigi. Era stato ricompensato dal re del Portogallo, nel 1663, con il grado di Grande, il titolo di conte di Mértola e una pensione di 5000 franchi all'anno. Nel 1673 fu persuaso da Carlo II in Inghilterra a prendere il comando della neonata Blackheath Army, che avrebbe dovuto prendere parte a un'invasione della repubblica olandese durante la terza guerra anglo-olandese. Tuttavia l'esercito non entrò in azione prima che il trattato di Westminster stabilisse la pace, e fu sciolto dal re in seguito a pressioni parlamentari.
Entrò quindi di nuovo al servizio della Francia. Le sue prime operazioni in Catalogna non ebbero successo a causa della disobbedienza dei subordinati e della crudezza delle sue truppe. Il 19 giugno 1674, fu sconfitto nella battaglia di Maureillas da Francisco Tutavilla, ma recuperò il fallimento riconquistando fort de Bellegarde nel 1675. Per questo fu nominato maresciallo, venendo incluso nella promozione che seguì alla morte di Turenne.
Rifiutò ostinatamente la richiesta di Luigi di cambiare il suo credo calvinista - e fu quindi espulso in Portogallo dopo la revoca dell'editto di Nantes nel 1685, dove era ancora tenuto in grande considerazione da Pietro II.
Alla fine divenne generale in capo delle forze di Federico Guglielmo, elettore di Brandeburgo, e a Berlino fu il capo riconosciuto delle migliaia di rifugiati ugonotti lì. Poco dopo, con il consenso degli Elettori, si unì al principe d'Orange nella sua spedizione in Inghilterra nel 1688, la Gloriosa Rivoluzione, come secondo in comando del principe. L'anno successivo fu nominato cavaliere della Giarrettiera, 
fu nominato Maestro Generale dell'Artiglieria, fu creato duca di Schomberg, e ricevuto dalla Camera dei comuni un voto di 100.000 sterline per compensarlo della perdita dei suoi possedimenti francesi, di cui Luigi XIV lo aveva privato.
Per completare la conquista della Gran Bretagna, Schomberg guidò un distaccamento di truppe inglesi di 5.000-6.000 uomini in Irlanda nella tarda estate del 1689. Con questa forza, che era inadeguata sotto ogni aspetto, Schomberg tenne il campo nonostante le circostanze più avverse fino a quando il re Guglielmo III arrivò finalmente con i rinforzi a metà giugno 1690. Tra il 1 e il 10 luglio 1690, l'esiliato Giacomo II e Guglielmo d'Orange-Nassau si incontrarono sul fiume Boyne e guidarono personalmente i loro eserciti (battaglia del Boyne). Il figlio di Schomberg, Meinhard, aiutò l'esercito inglese a vincere, ma suo padre fu ucciso da una pallottola delle sue stesse file. Secondo altre fonti, fu catturato da un gruppo di cavalieri irlandesi mentre attraversava il fiume Boyne, cosa che aveva fortemente consigliato a Guglielmo di non fare, e, poiché non indossava la corazza durante l'attraversamento, fu ucciso da colpi di spada.
Frederick von Schomberg fu sepolto nella Cattedrale di San Patrizio a Dublino. Nel 1731, gli fu eretto un monumento con un'iscrizione latina di Jonathan Swift che accusava i suoi discendenti di non aver aiutato il loro glorioso padre ad avere una targa commemorativa

## Matrimonio e figli
Sposò la cugina Johanna Elisabeth von Schönberg il 30 aprile 1638 che gli assicurò la prole maschile. Poiché la linea maschile dei discendenti di suo zio e suocero Heinrich Dietrich von Schönburg auf Wesel († 1621) era estinta con la morte del cognato e cugino Johann Eberhard von Schönburg auf Wesel nel 1637, attraverso il matrimonio si assicurò il castello ancestrale e i feudi circostanti della sua dinastia, come Graf von Schönburg auf Wesel.
Dal suo matrimonio con Johanna Elisabeth von Schönberg-Wesel (1617–1664) ebbe sei figli:
- Otto (nato il 15 marzo 1639 a Geisenheim, morto nel 1656 al largo di Valenciennes)
- Friedrich (nato il 14 marzo 1640 a Oberwesel; † 5 dicembre 1700 a Geisenheim), fu al servizio della Francia, accompagnò il padre in Portogallo, poi tornò in Germania, dove si fece chiamare conte von Schomberg; ∞ I) 1670 Catharina Ernestine von Bocholtz (1650-1716); ∞ II) 1684 Amalia Charlotte Veronica vom Spaen (1661–1731) figlia di Alexander von Spaen
- Meinhard (1641–1719), III duca di Schomberg, I duca di Leinster, II conte di Mértola, ∞ Karoline Elisabeth (1659–1696) figlia dell'elettore Carlo I Luigi del Palatinato
- Heinrich (nato il 9 luglio 1643 a Herzogenbusch ; già nel 1667 al servizio francese vicino a Bruxelles)
- Karl (1645–1693), II duca di Schomberg
- Wilhelm, (nato l'11 agosto 1647 a Herzogenbusch, † probabilmente in Francia all'inizio del 1664)

Il suo secondo matrimonio nel 1669 con Susanne von Aumale-Haucourt (1625–1688) rimase senza figli